# Zeche Glücksstern
Die Zeche Glücksstern ist ein ehemaliges Steinkohlenbergwerk in Bommern. Die Zeche befand sich im Bereich Rauendahl, westlich der heutigen Kusekampstraße.

## Bergwerksgeschichte
Im Jahr 1748 wurde die Mutung für das Grubenfeld eingelegt, anschließend ging die Zeche in Betrieb. Am 16. April des Jahres 1759 wurde ein Längenfeld für den Abbau im Flöz Kreftenscheer verliehen. Das Längenfeld befand sich östlich vom Muttental. Um das Jahr 1831 war das Bergwerk in Betrieb. Im Jahr 1846 war das Bergwerk zunächst in Betrieb, anschließend wurde es stillgelegt. Am 20. Mai des Jahres 1862 konsolidierte die Zeche Glücksstern unterhalb der St. Johannes Erbstollensohle zur Zeche Vereinigte Bommerbänker Tiefbau. Im Jahr 1863 war im Flöz Kreftenscheer (auch genannt Flöz Glücksstern) ein Flügelort des St. Johannes Erbstollens erreicht. Das Grubenfeld wurde nun durch den St. Johannes Erbstollen gelöst. 
Am 28. September wurde ein gemeinsamer Betriebsplan beim Bergamt eingereicht. Der Betriebsplan galt auch für die von der Zeche Glücksstern geleiteten Bergwerke Saturn und Jupiter. Im Betriebsplan wurde geregelt, dass die Lösung der Bergwerke über den Bommerbänker Erbstollen erfolgen sollte, dazu sollte der Erbstollen wieder in Betrieb genommen werden. Außerdem sollte die Strecke der Zeche Fortuna ins Osten benutzt werden und die Auffahrung im Feld Glücksstern in östlicher Richtung bis in Höhe der Hauptstraße erfolgen. Die Endlänge der Strecke würde 2165 Meter betragen. Für die Förderung wurde zunächst der Schacht Juno der Zeche Fortuna ins Osten ausgewählt. Im Jahr 1872 wurde mit dem Teufen des seigeren Schachtes Glücksstern begonnen. Im Jahr 1873 wurde im Schacht Juno gefördert. Im Jahr 1875 wurde mit der Förderung im Schacht Glücksstern begonnen.
Da der St. Johannes Erbstollen teilweise verbrochen war, konnte ab dem Jahr 1881 keine Wasserableitung mehr über den Erbstollen erfolgen. Der Sicherheitspfeiler zur Zeche Vereinigte Bommerbänker Tiefbau brach durch und die Grubenwässer flossen in die Grubenbaue der Zeche Vereinigte Bommerbänker Tiefbau. Ab August des Jahres 1886 wurde die Zeche außer Betrieb genommen. Ab dem Frühjahr des Jahres 1887 wurde die Zeche wieder in Betrieb genommen. Am 21. November des Jahres 1888 wurde die Zeche Glücksstern erneut stillgelegt. Im Jahr 1954 wurde auf der Berechtsame der Zeche Glücksstern die Zeche Erhard als Kleinzeche in Betrieb genommen.

## Förderung und Belegschaft
Die ersten bekannten Förder- und Belegschaftszahlen stammen aus dem Jahr 1872, damals waren fünf Bergleute auf dem Bergwerk beschäftigt, die eine Förderung von 568 Tonnen Steinkohle erbrachten. Im Jahr 1873 wurden mit 18 Bergleuten 17.311 Scheffel Steinkohle gefördert. Im Jahr 1874 wurden 341 Tonnen Steinkohle gefördert. Die maximale Förderung der Zeche wurde 1876 mit 20 Bergleuten erbracht, es wurden 98.220 Scheffel Steinkohle gefördert. 1881 wurden mit 10 Bergleuten 3176 Tonnen Steinkohle gefördert. Im Jahr 1883 sank die Förderung ab auf 1046 Tonnen, diese Förderung wurde von 11 Bergleuten erbracht. 1885 erneuter Fördereinbruch auf 676 Tonnen, diese Förderung wurde von drei Bergleuten erbracht. Die letzten bekannten Förder- und Belegschaftszahlen des Bergwerks stammen aus dem Jahr 1888, in diesem Jahr wurden mit vier Bergleuten 1029 Tonnen Steinkohle gefördert.

## Erhard
Die Zeche Erhard in Bommern war eine Kleinzeche, die auch unter dem Namen Schacht Erhard bekannt war. Besitzer dieser Kleinzeche war zunächst Heinrich Berger, später wurde die Zeche von der Bergbau GmbH Erhard übernommen. Am 14. Juni des Jahres 1954 wurde die Zeche an der Kusekampstraße in Betrieb genommen. Im darauffolgenden Jahr wurde mit 11 Bergleuten die maximale Förderung erbracht, sie betrug 3763 Tonnen Steinkohle. 1958 wurden mit 13 Bergleuten 3691 Tonnen Steinkohle gefördert. Am 25. August des Jahres 1959 wurde die Zeche Erhard umbenannt in Zeche Glückstern. 

## Glückstern
Die Zeche Glückstern, auch genannt Zeche Glücksstern 1, war eine Kleinzeche in Bommern. Die Zeche ist am 25. August des Jahres 1959 aus der Zeche Erhard durch Umbenennung entstanden. Besitzer dieser Kleinzeche war zunächst Theodor Krömer, danach wurde die Zeche zunächst von Hermann Krüger später dann von der Glückstern GmbH übernommen. Ab dem Jahr 1960 wurden entsprechend dem Abbaufortschritt bis ins Flöz Kreftenscheer tonnlägige Schächte geteuft, die Tagesanlagen wurden entsprechend dem Abbaufortschritt umgebaut. 1960 wurden von sieben Bergleuten 3892 Tonnen Steinkohle gefördert. Im Jahr 1962 leichter Förderanstieg auf 4261 Tonnen, bei gleicher Belegschaftsstärke. Am 15. September des Jahres 1963 kam es zur Betriebseinstellung und am 31. März des darauffolgenden Jahres wurde die Zeche stillgelegt. Am 7. Dezember des Jahres 1964 wurde die Zeche wieder in Betrieb genommen, die Dauer der Inbetriebnahme ist nicht bekannt. Der Nachfolgebetrieb für die Zeche Glückstern 1 war die Zeche Glückstern II.

## Glückstern II
Die Zeche Glückstern II war als Nachfolgebetrieb ebenfalls eine Kleinzeche. Besitzer dieser Kleinzeche war zunächst Hermann Krüger später dann die Glückstern GmbH. Die Zeche befand sich in Hattingen-Bredenscheid-Stüter. Am 1. Januar des Jahres 1964 wurde die Zeche in Betrieb genommen. Im darauffolgenden Jahr wurden mit 20 Bergleuten 7371 Tonnen Steinkohle gefördert. Die maximale Förderung der Zeche wurde im Jahr 1970 mit ebenfalls 20 Bergleuten erbracht, es wurden 9396 Tonnen Steinkohle gefördert. Am 31. Oktober des Jahres 1972 wurde die Zeche stillgelegt.